# Robot nông nghiệp

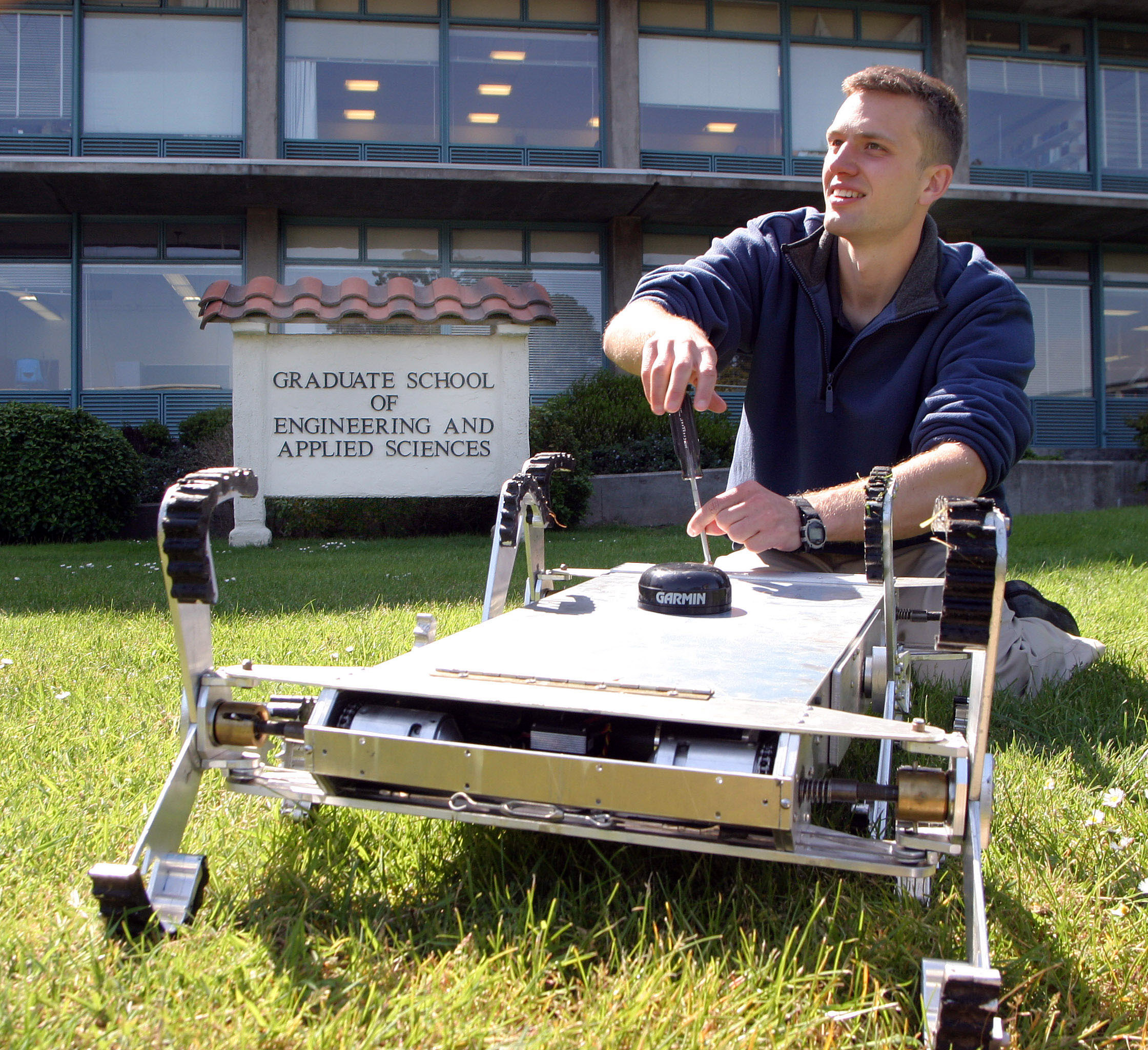
Một robot nông nghiệp

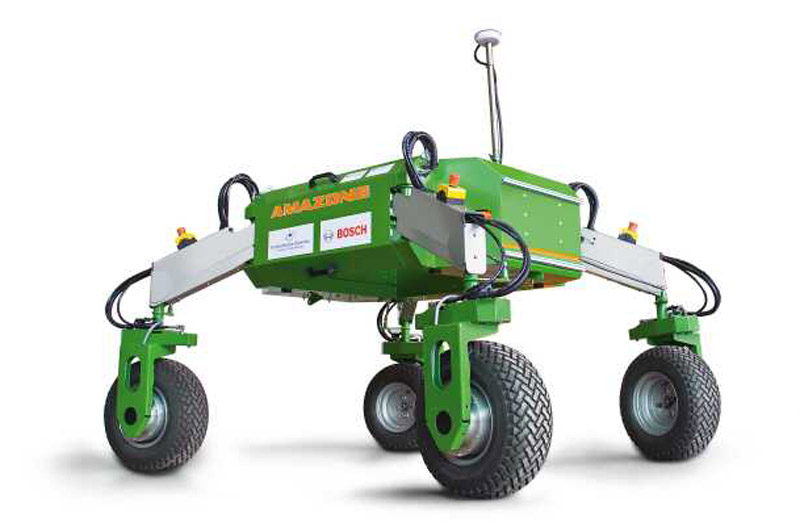
Amazone BoniRob

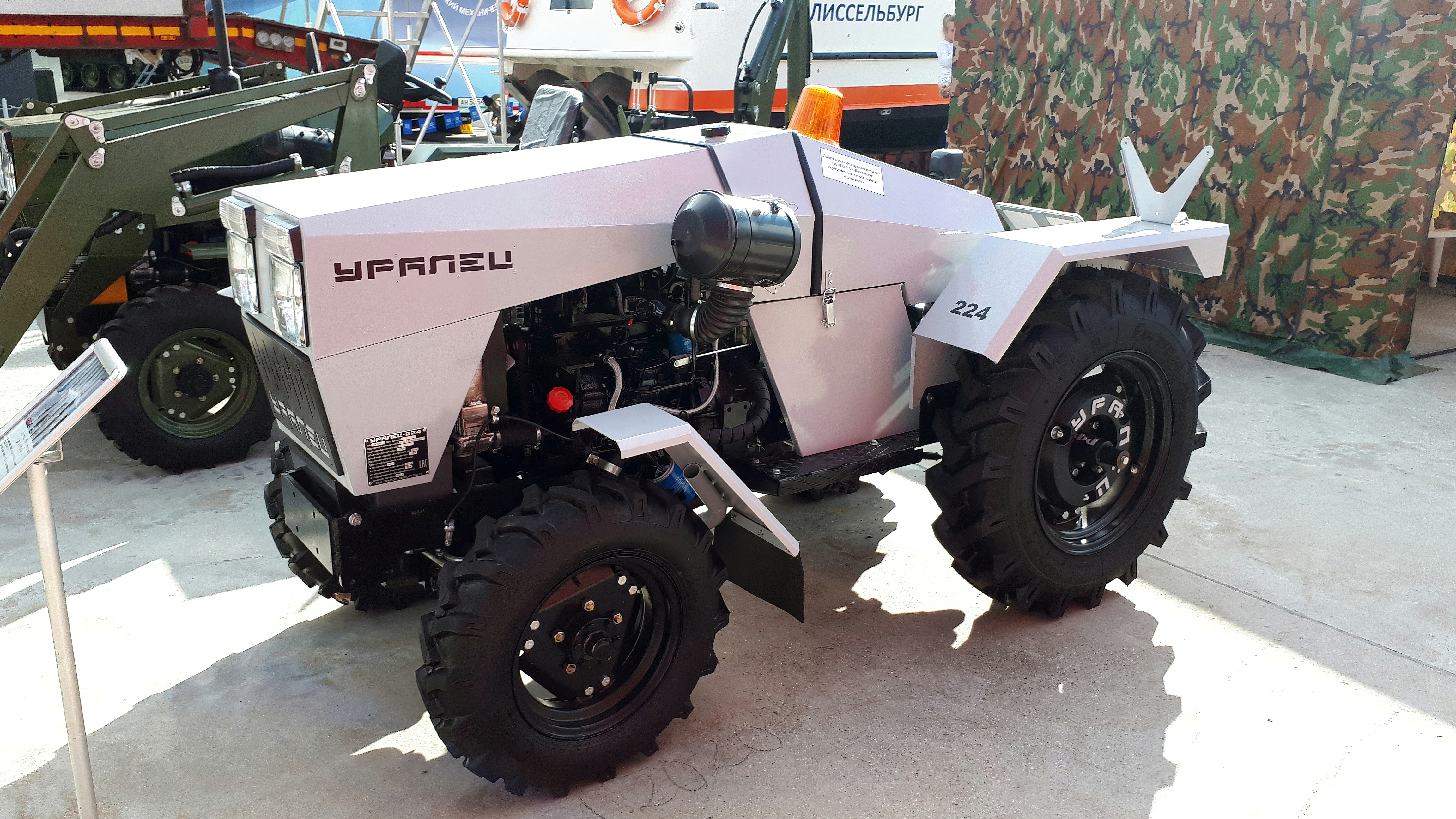
Uralets-224 không người lái máy kéo vào Quân đội năm 2020 triển lãm

Robot nông nghiệp là robot được sử dụng cho các mục đích nông nghiệp.
Lĩnh vực ứng dụng chính của robot trong nông nghiệp hiện nay là ở giai đoạn thu hoạch. Các ứng dụng mới nổi của robot hoặc drone nông nghiệp bao gồm diệt cỏ dại , điều khiển mưa (cloud seeding) , thu hoạch, giám sát môi trường và phân tích đất .

## Khái quát
Các robot nông nghiệp được thiết kế đa dạng phù hợp với mục đích sử dụng, để thay thế lao động của con người .
Robot trong ứng dụng chăn nuôi (robot gia súc) như vắt sữa tự động, cắt lông cừu, dọn rửa chuồng. Robot sử dụng trong làm vườn đảm nhận cắt tỉa, làm cỏ, theo dõi sinh trưởng, và thu hoạch cây trái. Chúng cũng có thể dùng cho phun thuốc, là công việc độc hại và nguy hiểm cho con người.